# Musti (Tunisia)
Musti o Mustis era una città romana situata in Tunisia settentrionale, a circa dodici chilometri da El Krib, centro abitato del Governatorato di Siliana. Le sue rovine sono chiamate Mest Henshir.

## Storia
Musti era un'importante città di epoca romana, situata lungo la strada romana che univa Cartagine e Tébessa. I confini cittadini erano marcati nel 238 da due archi di trionfo, eretti sulla strada che attraversava Musti da est ad ovest. Verso la fine del II secolo il generale romano Gaio Mario stanziò qui i propri veterani, e in seguito il campo fu nominato municipium da Giulio Cesare o da Marco Aurelio. L'antica città romana perse il suo aspetto originario quando i bizantini la trasformarono in un avamposto durante la guerra contro i Vandali.
La città è stata scavata solo parzialmente, e sono stati recuperati il foro, il mercato, numerosi templi, le cisterne, una cittadella bizantina e molte case romane. Buona parte della città non è ancora stata studiata.
Musti era un municipium romano già in tempi antichi, e viene citata da Claudio Tolomeo, nell'Itinerario antonino, nella Tavola Peutingeriana, e dal geografo di Ravenna, Vibius Sequester, il quale narra l'uccisione da parte di Marco Atilio Regolo di un enorme serpente. Secondo le inscrizioni, gli abitanti si chiamavano Musticenses o Mustitani; quest'ultimo termine fu utilizzato anche da Agostino d'Ippona.

## Attrazioni
Non si è ancora capito chi abbia costruito l'arco trionfale situato all'entrata del sito. L'arco orientale, in condizioni davvero pessime, fu restaurato nel 1967 dal National Institute of Art and Archaeology and the Historical Monuments Service. Nello stesso periodo fu restaurato anche il vicino mausoleo dei Giulii. I lavori richiesero in tutto 17 mesi.
L'entrata del sito si apre su un'ampia corte lastricata che conduce ad una porta. A sinistra ed a destra di questa porta si trovano sentieri coperti. Ai lati ci sono i negozi di cambio monete, ed alcuni bassorilievi raffiguranti genii.
Vicino alla porta si trovano i resti di tre templi (dedicati a Cerere, Plutone e Apollo). Oltre si trovano le rovine di una piccola chiesa cristiana del IV secolo, una basilica con tre navate ed una zona sacra rialzata (il battistero). Questa basilica è adiacente ad una grande fortificazione bizantina.

## Storia ecclesiastica
Musti fu sede episcopale dell'Africa proconsolare, suffraganea di Cartagine.
Nel 411, al tempo del Concilio di Cartagine, Musti aveva due vescovi donatisti (Feicianus e Cresconius) e due vescovi cattolici (Victorianus e Leontius). Antonianus fu uno dei vescovi esiliati da Unerico nel 482. Musti faceva allora parte della Numidia proconsolare. Nel 646 il vescovo Januarius firmò la lettera dei vescovi dell'Africa proconsolare diretta a Paolo, patriarca di Costantinopoli, in cui si attaccavano i monoteliti.
Musti rimase sede titolare della Chiesa cattolica.